# Diecezja Frascati
Diecezja Frascati (łac. Tusculanus) – diecezja Kościoła rzymskokatolickiego we Włoszech, a ściślej w Lacjum (Frascati). Jest jedną z diecezji suburbikarnych, co oznacza, iż ma równocześnie biskupa diecezjalnego (od 2023 bp Stefano Russo) i biskupa tytularnego z grona kardynałów-biskupów (od 2008 kard. Tarcisio Bertone SDB). Diecezja została erygowana w III wieku.
Początki chrześcijaństwa w okolicy Frascati sięgają czasów apostolskich. Pierwotną siedzibą biskupa było starożytne Labicum. W 1111 siedziba została przeniesiona do Tusculum (Labicum pozostało biskupstwem tytularnym), a w 1191 po zniszczeniu Tuskulum przeniesiono siedzibę do Frascati. Do 1961 była zarządzana przez kardynałów-biskupów.
Wybitnymi kardynałami-biskupami byli m.in. Idzi z Tuskulum (w latach 1122-39), Pedro Julião (1273-76, papież Jan XXI w 1276), Baldassare Cossa (1419, antypapież Jan XXIII w l. 1410-15), Bessarion (1449-68), Alessandro Farnese (1519-1523, papież Paweł III w 1534), Giovanni Pietro Carafa (1550-53, papież Paweł IV w 1555), Odoardo Farnese (1623-26), Lorenzo Corsini (1725-30, papież Klemens XII w 1730), Henryk Benedykt Stuart, ks. Yorku (1761-1803, syn Marii Klementyny Sobieskiej) oraz Francesco Saverio Castiglioni (1821-29, papież Pius VIII w 1829).
Zabytkami sztuki sakralnej w diecezji Frascati są m.in.: kościół Santa Maria z IX w. (wykończony w XIII w.), kościół del Gesù z XVI-XVII w., kościół Kapucynów z XVI w. (z malowidłami G. Romano i A. Circignani) oraz katedra św. Piotra z XVII w. (na planie krzyża greckiego; w zakrystii nagrobek zmarłej w 1852 Mościckiej-Rajewskiej).